# Sailor Moon Cosmos
Sailor Moon Cosmos é um filme de 2023 japonês de duas partes baseado no arco final Stars do manga de Sailor Moon de Naoko Takeuchi, tratando-se de uma continuação direta do filme Sailor Moon Eternal (2021) e servindo como uma "quinta e última temporada" do anime Sailor Moon Crystal. Ambas as duas partes do filme são dirigidas por Tomoya Takahashi e escrito por Kazuyuki Fudeyasu, também é co-produzido por Toei Animation e Studio Deen e distribuído pela Toei Company. Cosmos foi lançado no Japão em junho de 2023, com o primeiro filme lançado no dia 9, e o segundo filme no dia 30.
A 22 de agosto de 2024 foi lançado mundialmente via streaming pela Netflix com legendagem portuguesa em Portugal e dublagem brasileira no Brasil.

## Sinopse
Meses depois de derrotar o Dead Moon Circus, Sailor Moon e as suas amigas continuam a viver as suas vidas pacíficas como estudantes comuns do secundário no distrito de Azabu-Jūban de Minato, Tóquio. Mamoru Chiba, namorado de Usagi, planeia estudar fora do país, nos Estados Unidos. No entanto, no aeroporto local, Mamoru desaparece logo depois de pedir em casamento a Usagi. Incapaz de aceitar o desaparecimento de Mamoru, Usagi oculta a sua memória desse acontecimento.
Enquanto isso, Shadow Galactica, uma organização que se dedica a roubar sementes de estrela por toda a galáxia sob a liderança de Sailor Galaxia, e as Sailor Starlights, um trio de Sailor Guardians de outro sistema estelar, chegam à Terra. Para obter o controle do Caldeirão da Galáxia para o vilão Caos, Sailor Galaxia rouba os Sailor Crystals das oito Eternal Sailor Guardians e mata-as. Desesperada para salvar as suas amigas, Usagi, como Eternal Sailor Moon, une forças com as Sailor Starlights para desafiar Sailor Galaxia no que pode ser sua maior - e talvez final - batalha.

## Elenco de voz
| Personagem                           | Vozes japonesas    |
| ------------------------------------ | ------------------ |
| Usagi Tsukino/Eternal Sailor Moon    | Kotono Mitsuishi   |
| Luna                                 | Ryō Hirohashi      |
| Mamoru Chiba/Tuxedo Mask             | Kenji Nojima       |
| Ami Mizuno/Eternal Sailor Mercury    | Hisako Kanemoto    |
| Rei Hino/Eternal Sailor Mars         | Rina Satō          |
| Makoto Kino/Eternal Sailor Jupiter   | Ami Koshimizu      |
| Minako Aino/Eternal Sailor Venus     | Shizuka Itō        |
| Artemis                              | Taishi Murata      |
| Chibiusa/Eternal Sailor Chibi Moon   | Misato Fukuen      |
| Diana                                | Shoko Nakagawa     |
| Setsuna Meioh/Eternal Sailor Pluto   | Ai Maeda           |
| Haruka Tenoh/Eternal Sailor Uranus   | Junko Minagawa     |
| Michiru Kaioh/Eternal Sailor Neptune | Sayaka Ohara       |
| Hotaru Tomoe/Eternal Sailor Saturn   | Yukiyo Fujii       |
| Kō Seiya/Sailor Star Fighter         | Marina Inoue       |
| Kō Taiki/Sailor Star Maker           | Saori Hayami       |
| Kō Yaten/Sailor Star Healer          | Ayane Sakura       |
| Princess Kakyuu/Sailor Kakyuu        | Nana Mizuki        |
| Chibi-Chibi/Sailor Chibi-Chibi Moon  | Kotono Mitsuishi   |
| Sailor Cosmos                        | Keiko Kitagawa     |
| Chaos                                | Mitsuki Saiga      |
| Sailor Galaxia                       | Megumi Hayashibara |
| Sailor Iron Mouse                    | Sena Koizumi       |
| Sailor Aluminum Siren                | Ayumu Murase       |
| Sailor Lead Crow                     | Yōko Hikasa        |
| Sailor Tin Nyanko                    | Mariya Ise         |
| Sailor Heavy Metal Papillon          | Haruka Kudō        |
| Sailor Lethe                         | Shiori Mikami      |
| Sailor Mnemosyne                     | Kanae Itō          |
| Sailor Phi                           | Fumie Mizusawa     |
| Sailor Chi                           | Yuka Komatsu       |

O elenco de voz adicional inclui:
| Personagem      | Vozes japonesas   |
| --------------- | ----------------- |
| Ikuko Tsukino   | Wakana Yamazaki   |
| Kenji Tsukino   | Mitsuaki Madono   |
| Shingo Tsukino  | Seira Ryū         |
| Ittō Asanuma    | Daisuke Sakaguchi |
| Phobos          | Kanami Taguchi    |
| Deimos          | Aya Yamane        |
| Saphir          | Tsubasa Yonaga    |
| Wiseman         | Hiroshi Iwasaki   |
| Sailor Ceres    | Reina Ueda        |
| Sailor Pallas   | Sumire Morohoshi  |
| Sailor Juno     | Yūko Hara         |
| Sailor Vesta    | Rie Takahashi     |
| Guardian Cosmos | Keiko Kitagawa    |

## Produção

### Desenvolvimento
A sequela foi abordada pela primeira vez no final do segundo filme de Sailor Moon Eternal. Em abril de 2022, foi anunciado que a sequela que cobre o arco Stars do mangá seria produzida com um filme dividido em duas partes, intituladoPretty Guardian Sailor Moon Cosmos The Movie (劇場版「美少女戦士セーラームーンCosmos」, Gekijōban Bishōjo Senshi Sērā Mūn Kosumosu). A maioria dos principais membros da equipa do filme de duas partes Eternal regressou ao seu posto, com Kazuyuki Fudeyasu a escrever o roteiro, Kazuko Tadano a desenhar os personagens e a criadora original e mangaká Naoko Takeuchi a chefiar e a supervisionar a produção dos filmes, enquanto Tomoya Takahashi assumiu a posição de diretor, anteriormente ocupada por Chiaki Kon. Studio Deen também continuará a co-animar e produzir os filmes em conjunto com a Toei Animation.

### Escolha do elenco
O elenco principal de voz de Sailor Moon Crystal e Eternal voltou a representar os seus respectivos papéis, tendo já gravado as suas falas para o primeiro filme antes do anúncio oficial. Em janeiro de 2023, foi anunciado que Marina Inoue, Saori Hayami e Ayane Sakura foram escolhidas para darem voz a Kō Seiya/Sailor Star Fighter, Kō Taiki/Sailor Star Maker e Kō Yaten/Sailor Star Healer, respetivamente. Nesse mesmo mês, foi anunciado que Megumi Hayashibara and Nana Mizuki foram escolhidas para dar voz as personagens Sailor Galaxia e Princess Kakyuu respetivamente, enquanto Kotono Mitsuishi voltaria a representar a personagem Chibi-Chibi. Em maio de 2023, o resto do elenco que daria voz às Shadow Galactica foi anunciado, com Yuka Komatsu e Fumie Mizusawa como Sailor Chi e Sailor Phi, Shiori Mikami e Kanae Itō como Sailor Lethe and Sailor Mnemosyne, e Sena Koizumi, Ayumu Murase, Yōko Hikasa, Mariya Ise, e Haruka Kudō como as Sailor Animamates: Sailor Iron Mouse, Sailor Aluminum Siren, Sailor Lead Crow, Sailor Tin Nyanko, e Sailor Heavy Metal Papillon respetivamente. Em junho de 2023, foi revelado que a atriz japonesa Keiko Kitagawa foi escolhida para dar voz a Sailor Cosmos.

### Música
Yasuharu Takanashi voltou a compor a música para as duas partes do filme. A música tema do filme de duas partes é intitulada de "Tsuki no Hana" (月の花, lit. "Moon Flower"), cantada por Daoko. O álbum da coleção de músicas-tema de cinco faixas, intitulado Pretty Guardian Sailor Moon Cosmos The Movie Theme Song Collection, foi lançado a 30 de junho de 2023, que inclui a canção Nagareboshi he (流れ星へ, lit. "To the Shooting Star"), cantada pelas atrizes de Three Lights.

## Exibição
O filme de duas partes foi lançado nos cinemas do Japão em junho de 2023, tendo a primeira parte estreado no dia 6 e a segunda parte no dia 30.